# Tatsuhiko Seta
Tatsuhiko Seta, född 15 januari 1952 i Morioka, Japan, är en japansk tidigare fotbollsspelare.